# Орифлейм
„Орифлейм Холдинг“ АГ (Oriflame Holding AG), до средата на 2015 г. Oriflame Cosmetics S.A. (произнася се орифлейм), Люксембург, е козметична компания, основана през 1967 година в Швеция от братята Йонас и Робърт аф Йохник. Предлага пълна гама от козметични продукти за лице, аромати и декоративна козметика.
Oriflamme (на български: орифлама, от лат. aurea flamma – златен пламък), отначало представлява църковна хоругва, използвана като бойно знаме от френските крале през Средновековието.
Главният офис на компанията е регистриран в Стокхолм. Центровете за разработка на продуктите на компанията се намират в Стокхолм и Дъблин. В България първият клон на компанията е отворен през 1994 година.
Компанията има 5 завода, разположени в Швеция, Полша, Русия, Китай и Индия. Пласирането на продукцията става по метода на т. нар. преки (директни) продажби, а при заплащането на дистрибуторите „Орифлейм“ използва метода мрежов маркетинг (маркетинг на много нива, multi-level marketing).
Днес „Орифлейм“ е сред най-бързо развиващите се козметични компании. Има приблизително 1,5 млрд. евро годишни продажби, оперира в повече от 60 страни с над 3,5 милиона консултанти (продавачи на дребно, пласиращи продуктите на компанията) и портфолио с над 1000 продукта.
Листвана е на борсата NASDAQ OMX в Стокхолм през 2004 г.